# Brandýs nad Labem-Stará Boleslav
Brandýs nad Labem-Stará Boleslav é uma cidade checa localizada na região da Boêmia Central, distrito de Praha-východ.

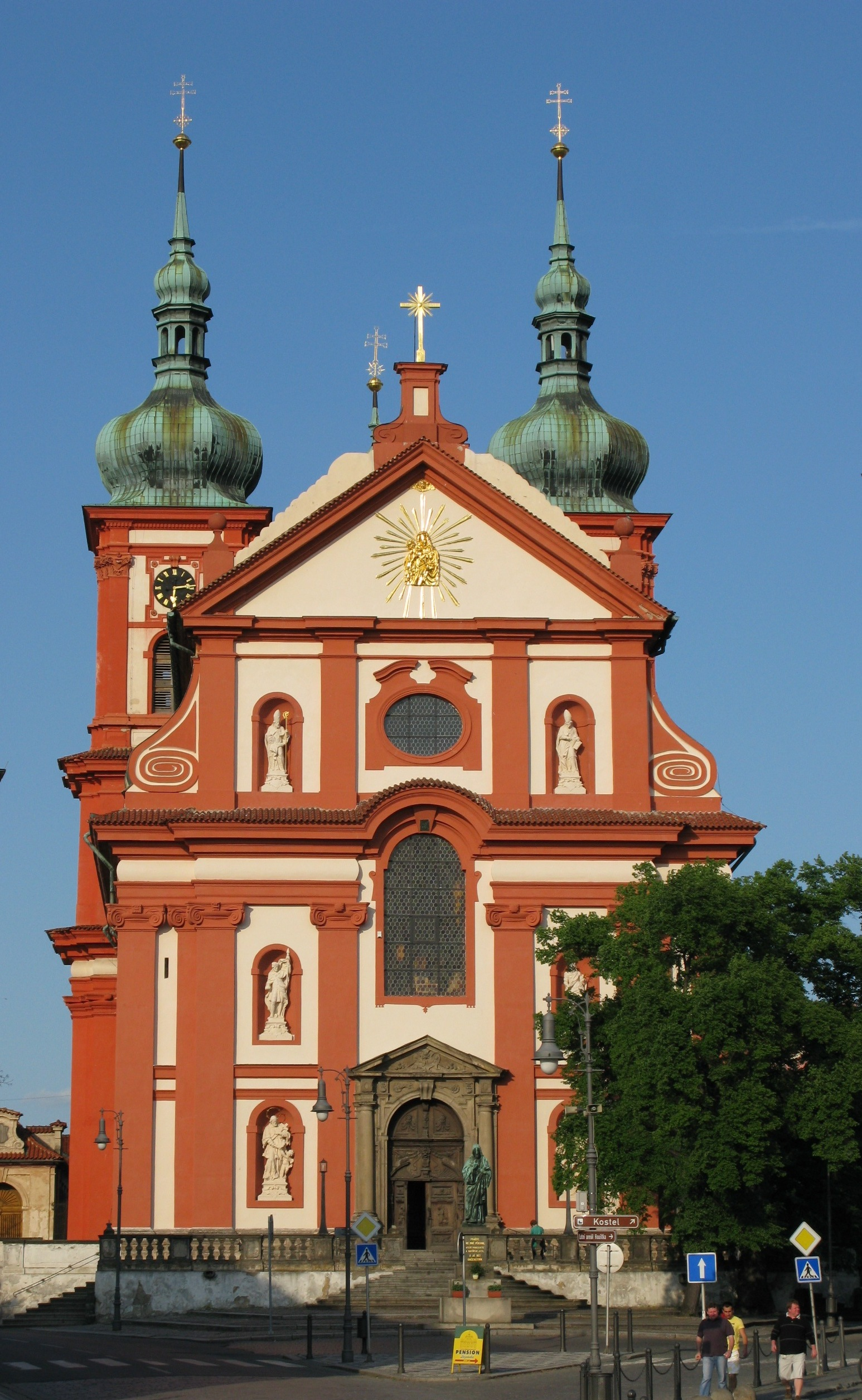
Vista da cidade.